# Fushë-Arrëz
Fushë-Arrëz ([fuʃ(ə)arəz]; bepaalde vormen: Fushë-Arrëza, Fushë-Arrëzi) is een stad (bashki) in de prefectuur Shkodër. De stad telt 7400 inwoners (2011) en is daarmee de vijfde kleinste stad (bashki) van het land.

## Geografie
Fushë-Arrëz ligt veertig kilometer oostelijk van prefectuurshoofdstad Shkodër in een bergachtige omgeving op een hoogte van 530 meter, aan de monding van de Përrua i Madh ('grote Përrua') in de Fan i Madh ('grote Fan'), die verder stroomafwaarts samen met de Fan i Vogël ('kleine Fan') de Fan vormt. Fushë-Arrëz grenst volgens de wijzers van de klok aan Iballë, Qafë Mali, Rrapë (dat ze van de stad Pukë scheidt) en Qelëz.

### Bestuurlijke indeling
Administratieve componenten (njësitë administrative përbërëse) na de gemeentelijke herinrichting van 2015 (inwoners tijdens de census 2011 tussen haakjes):
Blerim (913) • Fierzë (1302) • Fushë-Arrëz (2513) • Iballë (1129) • Qafë-Mali (1548).
De stad wordt verder ingedeeld in 36 plaatsen: Aprip-Guri, Armiraj, Arst, Berishë e Sipërme, Berishë e Vogël, Berishë Vendi, Blerim, Bugjon, Dardhë, Fierzë, Flet, Fushë-Arrës Fshat, Fushë-Arrës, Iballë, Kokdodë, Kryezi, Kulumri, Lajthizë, Levosh, Lumbardhë, Lumëardhe, Mërtur, Mëzi, Miçaj, Miliska, Mollkuqe, Orosh, Porav, Qafë-Mali, Qebik, Sapaç, Shopel, Srriqe, Trun, Tuç, Xeth.

## Economie en levensomstandigheden
In Fushë-Arrëz bevindt zich een kopermijn, die ooit de belangrijkste werkgever van de stad was. In 1997 werden de activiteiten opgeschort, maar tegenwoordig wordt de mijn onder Turkse leiding opnieuw gebruikt. Voorts wordt in de omgeving nog aan bosbouw gedaan.
De Duitse peterschapsorganisatie ora international onderhoudt in Fushë-Arrëz een missie die circa 200 kinderen uit de stad en haar omgeving financieel ondersteunt. Ook de Stiftung Hilfswerk Deutscher Zahnärzte, een hulporganisatie van Duitse tandartsen, is actief in Fushë-Arrëz; zij heeft een woningbouwproject op poten gezet.

## Cultuur en toerisme
Elk jaar vindt in Fushë-Arrëz een nationaal festival voor kleine muziekinstrumenten plaats. Het zeer beperkte toerisme in de gemeente focust vooral op de bergachtige omgeving. Er is een pension.

## Religie
Fushë-Arrëz is overwegend rooms-katholiek en maakt deel uit van het bisdom Sapë, dat op zijn beurt onder het aartsbisdom Shkodër-Pult valt. In de stad staat de Sint-Jozefskerk.

## Vervoer
Een oude weg verbindt Fushë-Arrëz met Kukës en Kosovo in het oosten en Pukë en Shkodër in het westen. Een nieuwe autosnelweg tussen het iets zuidelijker gelegen Rrëshen en Kukës, geopend in 2010, heeft de voornaamste functie van deze verbinding echter overgenomen. Zowat alle verkeer tussen Midden-Albanië en Kosovo verloopt nu via deze weg.